# Mellon Collie and the Infinite Sadness
Mellon Collie and the Infinite Sadness (с англ. — «Мелан Холия и Бесконечная Печаль») — третий студийный альбом американской альтернативной рок-группы The Smashing Pumpkins, выпущенный 23 октября 1995 года в Великобритании и 24 октября 1995 года в США на лейбле Virgin Records. Пластинка была спродюсирована Билли Корганом, Аланом Молдером и Марком «Фладом» Эллисом и издана в нескольких форматах: на двух компакт-дисках и трёх виниловых пластинках. Звучание альбома демонстрирует широкий спектр музыкальных стилей; помимо фронтмена группы, Коргана, значительный вклад в его создание внесли басистка Д’арси Рецки и гитарист Джеймс Иха.
Благодаря успеху первого сингла, «Bullet with Butterfly Wings», пластинка дебютировала на верхней строчке хит-парада Billboard — за первую неделю было продано 246 500 дисков, что является самым успешным показателем в карьере группы. В поддержку альбома было выпущено ещё пять синглов: «1979», «Zero», «Tonight, Tonight», «Thirty-Three», а также промосингл «Muzzle». К концу 1996 года альбом получил «бриллиантовый» сертификат от RIAA. Запись была тепло принята критиками и получила семь номинаций на премию «Грэмми», в том числе в категориях «Альбом года» и «Запись года» («1979»). Помимо того, что все выпущенные синглы стали хитами как на мейнстримовых, так и на альтернативных рок-радиостанциях, «Bullet with Butterfly Wings», «1979», «Tonight, Tonight» и «Thirty-Three» были первыми композициями группы, которые попали в Top-40 различных поп-радиостанций. В декабре 2012 года альбом был переиздан, новый релиз включал оригинальный ремастированный материал, а также различные бонусы. Переиздание было выпущено на компакт-дисках (пять CD) и виниле (четыре пластинки) как часть проекта по переизданию музыкального каталога группы 1991—2000 годов.
Выпуску альбома предшествовали крайне продуктивные студийные сессии: в финальную версию, по тем или иным причинам, не попали десятки полностью завершенных песен, которые позже были включены в следующие релизы группы. Так, бокс-сет The Aeroplane Flies High, выпущенный в ноябре 1996 года, содержит промосинглы с этого альбома, а также примерно 30 полностью завершенных песен записанных во время его студийный сессий, однако не вошедших в его окончательный вариант (включая трек «Pastichio Medley», состоящий из 70 коротких отрывков треков разной степени завершённости). И Mellon Collie and the Infinite Sadness, и The Aeroplane Flies High со временем получили переиздания, в которые вошли ещё больше песен с этих сессий.

## Запись альбома
После 13-месячного турне в поддержку второго альбома группы, Siamese Dream (1993), Билли Корган сразу же начал сочинять песни для следующей пластинки. С самого начала музыканты задумали выпустить новую запись в виде двойного альбома, в частности, вдохновляясь «Белым альбомом» The Beatles. Корган пояснял: «Нам лишь немного не хватило материала, чтобы сделать Siamese Dream двойным альбомом. При работе над новым альбомом меня увлекла идея создать более масштабное полотно, в которое войдут иные виды материала, сочинённого нами». Корган чувствовал, что в музыкальном плане группа начала исчерпываться, и хотел чтобы музыканты подошли к новому альбому, как к последнему в их совместной истории. В тот период Корган описывал альбом, как «The Wall для Поколения X», сравнивая своё творение с работой группы Pink Floyd — одним из самых известных и продаваемых концептуальных альбомов всех времён.
Группа решила отказаться от сотрудничества с Бутчем Вигом, который продюсировал их предыдущую запись. Вместо него они выбрали Флада и Алана Молдера в качестве сопродюсеров. Корган пояснял: «Если быть абсолютно честным, мне кажется, в то время группа настолько сблизились с Бутчем, что это уже не шло нам на пользу… Я чувствовал, что мы должны были форсировать ситуацию в музыкальном плане и отказаться от обычного формата записи Pumpkins. Я не хотел повторять прошлый диск Pumpkins».
Флад сразу же заставил группу изменить привычную схему записи. Позже Корган вспоминал: «Флад чувствовал, что потенциал группы, который мы демонстрировали перед ним вживую, не передавался на плёнке в полной мере». В апреле 1995 года музыканты начали делать записи во время репетиций вместо того, чтобы сразу отправиться в студию. На этих сессиях они записали с Фладом «сырые» варианты ритм-треков. В итоге с этих сессий, первоначально затевавшихся всего лишь для создания первых черновых набросков, была взята значительная часть ритм-секций будущей пластинки. Флад также настоял на том, чтобы группа ежедневно выделяла время на джемование или сочинение песен — до этого Pumpkins никогда не использовали такую практику на сессиях. Корган отмечал: «Такая методика сохраняла весь творческий процесс очень интересным — препятствовала его превращению в рутину».

Корган стремился устранить напряженность, которая возникла между музыкантами ещё в период записи альбома Siamese Dream. Фронтмен рассказывал об этих проблемах следующее: «Для меня самым большим раздражением было постоянно растущее количество времени, которое все тратили в ожидании новых гитарных партий. Иногда выдавались недели, когда единственное, что все могли делать — это сидеть и ждать». Группа решила противостоять безделью, одновременно используя две комнаты звукозаписи. Эта тактика позволила Коргану работать над вокалом и аранжировками, пока в другой комнате записывали музыку. Во время этих сессий Флад и Корган работали в одной комнате, в то время как Алан Молдер, гитарист Джеймс Иха и бас-гитаристка Д’арси Рецки — во второй. Иха и Рецки внесли гораздо более весомый вклад в запись альбома, нежели на предыдущем диске, где Корган, по слухам, записал все басовые и гитарные партии самостоятельно. Джеймс Иха так прокомментировал сессии:
Большая перемена была в том, что Билли „выключил“ режим „я сделаю то, я сделаю это“. Так гораздо лучше. Группа аранжировала много песен для этого альбома, и процесс их сочинения был органичен. Обстоятельства предыдущей записи и метод, по котором мы [над ней] работали, были просто плохи.
После репетиционных сессий группа записала овердаббинг в чикагской студии Chicago Recording Company. Для записи гитарных партий, а также для пост-продакшна электронных лупов и семплов был использован музыкальный софт Pro Tools. Кроме этого, Рецки записала большое количество бэк-вокала, но в итоге всё «осталось на полке», за исключением одной партии — для песни «Beautiful». Когда сессии записи были закончены, у группы на руках было 57 готовых песен, из которых они должны были выбрать треки для нового альбома. Первоначально музыканты выбрали для диска 32 песни, но позднее сократили их количество до 28.

## Музыка и тематика песен
Mellon Collie and the Infinite Sadness — контрастный альбом: по выражению обозревателя французского сайта Nightfall, его стиль меняется от одной песни к другой, как контраст между светом и тенью, на что намекают названия входящих в него дисков. Тексты песен — одухотворённые и агрессивные — отражают двойственность внутреннего мира Коргана. Фронтмен передаёт свои чувства меланхолии и разочарования через лирику, наполненную фантазиями, метафорами и яростью, затрагивая темы любви, мира, ностальгии, гнева и ненависти. Таким образом, стилистически все песни альбома можно разделить на четыре вида — мечтательные, агрессивные, мрачные и психоделические.
Песни этого альбома объединяет общая концепция, их тематика вращается вокруг жизненного цикла, символизма и смерти. Несмотря на это, Корган отвергал термин «концептуальный альбом» и в тот период называл его просто более «свободным» и «неопределённым», нежели предыдущие записи. Тем не менее в одном из интервью Корган обмолвился, что альбом основан на «чувстве смертной тоски». Фронтмен адресовал альбом людям в возрасте от 14 до 24 лет, надеясь «подвести итог всем вещам, которые он чувствовал в молодости, но так и не смог выразить членораздельно». Он подытожил свою мысль, заявив: «Я машу на прощание себе прежнему, отражающемуся в зеркале заднего обзора, завязывая со своей юностью и убирая её под кровать».
В музыкальной палитре мелодий угадывается влияние таких групп, как The Cure, The Pixies, Black Sabbath и Pink Floyd. Неординарный стиль пластинки обуславливает наличие в ней элементов разных музыкальных жанров: рока, хэви-метала, гранжа, новой волны, электронной, классической и поп-музыки. Этот диапазон стилей резко контрастирует с материалом двух предыдущих альбомов, после которых некоторые критики заговорили об «одномерном звучании» группы .
Во время записи музыканты использовали гораздо более широкий спектр музыкальных инструментов, чем обычно, в том числе фортепиано («Mellon Collie and the Infinite Sadness»), синтезаторы и лупы ударных («1979»), оркестровые записи («Tonight, Tonight»), и даже солонки и ножницы («Cupid de Locke»).

### Dawn to Dusk
В заглавной композиции альбома центральными инструментами являются скрипка и фортепиано. По замыслу Коргана они вызывают у слушателя чувство ностальгии. Второй трек — «Tonight, Tonight» — продолжает тему романтизма и меланхолии: в записи этой песни участвовал Чикагский симфонический оркестр. В её тексте идёт речь о женщине, которая оказалась в жизненном тупике. Автор призывает героиню бросить вызов судьбе без промедлений: «Невозможное возможно — сегодня». Эти строчки являются отсылкой к философскому термину Carpe diem («лови момент», «живи настоящим»). Струнная партия была написана самим Корганом, её аранжировкой занимался Одри Райли, который был известен сотрудничеством с Сьюзи Сью.

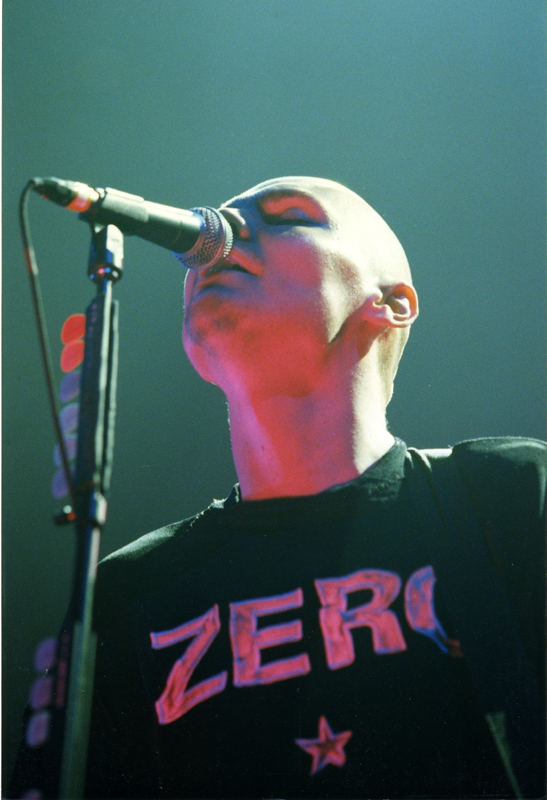
В период гастролей Mellon Collie Корган кардинально поменял свой имидж — он побрился налысо, а его отличительным знаком стали чёрная рубашка с надписью Zero и серебряные брюки в стиле глэм

Звучание третьего трека — «Jellybelly» — резко контрастирует с первыми двумя. Его мелодия более агрессивна, в ней чувствуется влияние хэви-метала. В песне говорится о неопределённости Поколения Х. «Here Is No Why» — первая баллада альбома. По ходу мелодии этой композиции мелодии Корган использует изменение динамики, создавая напряжённую атмосферу. В тексте песни он затрагивает тему смерти рок-музыканта, которая вызывает скорбь в его сердце, отсылая слушателя к судьбе умершего незадолго до этого Курта Кобейна — лидера группы Nirvana, который был другом Коргана.
В мелодиях песен «Zero» и «Bullet with Butterfly Wings» задействовано большое количество гитар, а также ярко выраженная басовая линия. В них поётся о насилии, разочаровании и самоуничижении. В тексте «Zero» Корган поднимает тему депрессии и гнева по отношению к самому себе. «Bullet with Butterfly Wings» продолжает угнетающую атмосферу предыдущего трека, она начинается строчкой: «The world is a vampire, sent to drain» (рус. Мир — вампир, посланный выпить тебя); центральной темой песни является гнев и насилие.
Во всех песнях гитары были настроены на полтона ниже для того, чтобы, по словам Коргана, «сделать музыку чуть грубее». На некоторых треках, таких как «Jellybelly», первая струна была настроена ещё ниже — до до диез вместо ми (Корган называл это «гранжевым строем»). Теперь продюсеры использовали более избирательный овердаббинг, нежели на предыдущих дисках. Иха отмечал: «Раньше всё должно было быть многослойным — куча записанных гитар. На сей раз мы уже не мыслили в том же направлении, хотя делали и это тоже». К примеру, песня «To Forgive» состоит только из одной гитарной записи, в то время как «Thru the Eyes of Ruby» содержит, по оценке продюсера Алана Молдера, больше 50 гитарных наложений (Ричард Томас в журнале Electronic Musician называет ещё более высокое значение — около 70). По словам Иха, они с Корганом разделили между собой обязанности соло-гитариста поровну.
«To Forgive» предлагает слушателю ностальгический текст и более спокойную мелодию: медленный темп, «мягкие» барабаны и гитары и множество музыкальных эффектов. «Fuck You (An Ode to No One)», напротив, записана в гранжевом стиле, с «агрессивными» гитарами и ударными. В ней Корган поёт об окружающем его вакууме и разочаровании в любви. Фронтмен рассказывал: «Соло в „Fuck You (An Ode to No One)“ я играл так, что кровоточили пальцы. Нельзя играть слабое соло в такой реактивной песне. Это должен быть агрессивный стиль». Он рассказал об этом методе: «…Я надеваю наушники и встаю в футе от усилителя. Включаю его настолько громко, что мне буквально приходится играть громче, чем фидбэк, потому что, если я перестану играть хотя бы на мгновение, вся мелодия полетит к чертям».
Песня «Love» содержит многочисленные электронные эффекты и звуковые искажения, что отражает влияние электро-рока. Следующий трек — «Cupid de Locke» — включает восточные мотивы и дополнен различными семплами (среди прочего, при его записи использовались ножницы). В тексте композиции «Galapogos» фронтмен анализирует свой внутренний мир. «Muzzle» — ещё одна рок-баллада, в её тексте автор поднимает темы одиночества и сомнений в собственном предназначении. Кроме того, эти две песни затрагивают тему отношений между Корганом и его тогдашней женой. Длящаяся более 9 минут «Porcelina of the Vast Oceans» записывалась по частям, с различными инструментами и настройками рекордера, и была скомбинирована на компьютере при помощи софта Pro Tools.

### Twilight to Starlight

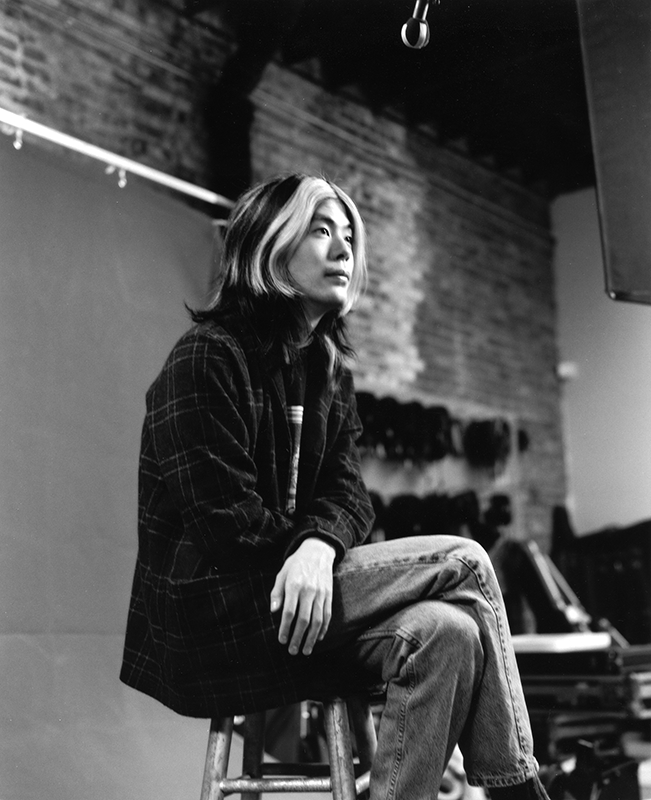
Гитарист Джеймс Иха написал для альбома несколько песен, однако на LP попало лишь два его трека (по решению Коргана) — остальные вышли на би-сайдах

Второй диск альбома, «Twilight to Starlight», отличается от первого более экспериментальной музыкальной структурой. Тем не менее он начинается с «классических номеров» в стиле ранних Pumpkins — «Where Boys Fear to Tread» и «Bodies». В последнем вновь поднимается тема насилия, положенная на музыку, в которой ощутимо влияние гранжа. В одной из строчек Корган поёт о своём отчаянии в отношении любви: «Любовь это самоубийство». Композиция «Thirty Three» звучит гораздо «легче», благодаря использованию фортепиано и акустической гитары. В её тексте фронтмен затрагивает идею «наслаждения без чувства вины». «1979» является одним из главных хитов альбома. Звучание этой песни является отсылкой к жанру нью-вейв 80-х годов. Во время её записи были использованы как «живые» ударные, так и драм-машины. В связи с этим барабанщик Джимми Чемберлин заявил: «Если бы мне сказали три года назад, что я буду играть в группе, где используется драм-машина, я бы воскликнул „Быть такого не может!“».
Текст «Tales Of A Scorched Earth» является одним из самых жёстких на данном диске. В мелодии этой песни присутствуют элементы альтернативного рока с электронной музыкой. Срывающийся на крик Корган передаёт свои эмоции по поводу безнадёжной ситуации в мировом сообществе.
«We Only Come Out at Night» отражает эксцентричность Коргана как автора и интерес фронтмена к готике, которая заняла одно из центральных мест на следующем альбоме группы. В её мелодии звучат многочисленные электронные пассажи. «XYU» стала одним из самых агрессивных треков пластинки, некоторые слова этой песни Корган выкрикивает, подчёркивая свою злость. «Beautiful» была написана под влиянием музыки Принса, её вокальные гармонии и электронные аранжировки напрямую отсылают к творчеству этого музыканта.
«Lily (My One and Only)» была вдохновлена музыкой 30-х годов, в этой песне также поётся о любви. Альбом заканчивается песней «Farewell and Goodnight» — полу-акустической колыбельной, в которой все участники группы поют гармоничным хором.
Все композиции, за исключением двух, были написаны Корганом. Финальный трек первого диска — «Take Me Down» — был написан и спет Ихой; последний трек второго, «Farewell and Goodnight», согласно данным BMI, был тоже написан исключительно им, несмотря на то, что на обложке альбома в качестве соавтора указан также Корган. Иха сочинил для альбома ещё несколько песен, но они не вошли в его окончательный вариант. В 1995 году Корган сказал в интервью Rolling Stone: «Некоторые би-сайды, написанные Джеймсом, были очень хороши. Они просто не вписываются в контекст альбома. Отчасти меня это огорчает. Но за семь лет, которые мы были вместе, меньше всего распрей в наши отношения вносила музыка».

## Название и обложка
Название отражает содержание альбома и характер Коргана. Словосочетания Mellon Collie (записанное с преднамеренной ошибкой Melancholy — «Мелан холия») и Infinite Sadness («Бесконечная печаль») передают основную тему пластинки. На всём своём протяжении запись демонстрирует дуализм, и, чтобы подчеркнуть эту двойственность, были придуманы соответствующие названия дисков «Dawn to Dusk» («От рассвета до заката») и «Twilight to Starlight» («От сумерек к звёздному свету»).
Художественным оформлением альбома занимались Корган и Фрэнк Олински. Этот аспект диска тоже обыгрывает его дуализм: на первом диске улыбающаяся розовая луна, на втором — сердито надутая голубая. Тема луны была использована группой во второй раз, впервые она была изображена на одном из их первых синглов коллектива — «I Am One» (из альбома Gish). Луна — символ изменений, что связано с трансформацией её диска (новолуние, полнолуние), это отсылка к контрасту музыкальных стилей. Весь буклет изобилует изображениями звёзд и планет, что также намекает на меланхоличное состояние Коргана, отчасти связанное с возрастными переменами автора — своеобразным «прощанием с юностью».
Изображение на обложке было создано Джоном Крейгом. Изначально Корган намеревался заказать масштабную фотосессию в викторианском стиле, но из-за дороговизны идеи склонился в сторону серии небесных образов и центральной фигуры, схожей с теми, что размещаются на носу корабля. Несмотря на то, что Крейг отказывался детально обсуждать источники вдохновения в последующих интервью, чтобы не «разрушить магию», художник намекнул что обложка базируется на старой детской энциклопедии, а изображение девушки, олицетворяющей чистоту и романтизм, базируется на двух отдельных картинах: «Сувенир» Жана-Батиста Грёза (голова) и «Святая Екатерина Александрийская» Рафаэля (туловище). По мнению публициста Филипа Кеннеди: "Меланхоличная красавица, мчащаяся сквозь пустую бесконечность космоса, — передала суть бесцельности и отчужденной молодости, а образы прерафаэлитов придали величие, соответствующее амбициям альбома".

## Турне
В поддержку альбома было организовано международное турне. Гастроли стартовали 2 января 1996 года и закончились 5 февраля 1997 года. Во время турне произошёл инцидент, который сильнейшим образом отразился на эмоциональном состоянии музыкантов. 11 июля клавишник Джонатан Мелвойн (приглашённый Корганом в гастрольную группу) и Джимми Чемберлин во время отдыха в одном из нью-йоркских отелей употребляли алкоголь и героин. Большая доза наркотика вызвала передозировку у обоих музыкантов, и они потеряли сознание. Джонатан умер от остановки сердца (около 23 часов вечера), Чемберлин очнулся ночью — примерно в 3.30.

Позвонив в службу спасения, барабанщик пытался привести товарища в чувство, однако тот был уже мёртв. Приехавшая бригада медиков констатировала смерть музыканта (впоследствии было установлено, что причиной была летальная комбинация алкоголя и героина). Чемберлин был задержан полицией за хранение наркотиков. В течение июля он проходил лечение в специализированной клинике. Билли Корган решил уволить барабанщика и временно заменить его на Мэтта Уокера, также он пригласил нового клавишника — Денниса Флемиона из группы The Frogs. В пресс-релизе говорилось:
Мы с сожалением сообщаем нашим друзьям и фанатам, что мы решили разорвать отношения с нашим другом и ударником Джимми Чемберлином. Для кого-то это будет шоком, для кого-то — нет, но для нас это тяжёлое потрясение. На протяжении девяти лет мы боролись с коварной болезнью Джимми — алкогольной и наркотической зависимостью. Она едва не уничтожила сущность и посыл нашей группы. Мы решили продолжить без него и желаем ему самого лучшего. Мы втроём планируем немедленно начать поиск замены и закончить, начатое в начале года, турне. Мы хотели бы поблагодарить всех за добрые пожелания и поддержку в эту трагическую неделю.

## Выпуск и влияние
Альбом был выпущен 24 октября 1995 года. Накануне группа играла шоу в чикагском Riviera Theatre и приняла участие в передаче на FM-радио, которая транслировалась по всей территории США. На следующей неделе альбом стоимостью 20 долларов дебютировал на первом месте чарта Billboard 200, что было беспрецедентным успехом для двойного альбома. По данным RIAA продажи альбома в Соединённых Штатах составили более 5 миллионов копий, лонгплей получил «бриллиантовый» сертификат. Первоначально издание альбома на грампластинках было выпущено в количестве 5000 экземпляров (на трёх пластинках). Виниловое издание содержало два дополнительных трека, «Tonite Reprise» и «Infinite Sadness», которых не было в версиях на CD и кассетах. В связи с большим спросом, позже было напечатано ещё 18 000 виниловых копий, не получивших, однако, идентификационных номеров. В 2012 году вышла ремастеринговая версия альбома на четырёх грампластинках.

### Отзывы критиков
| Оценки критиков      | Оценки критиков |
| Источник             | Оценка |
| -------------------- | --- |
| AllMusic             | [ 47 ] |
| Billboard            | без оценки |
| Consequence of Sound | [ 49 ] |
| Robert Christgau     | [ 50 ] |
| Entertainment Weekly | A |
| Music Week           | [ 51 ] |
| NME                  | 8 из 10 звёзд · 8 из 10 звёзд · 8 из 10 звёзд · 8 из 10 звёзд · 8 из 10 звёзд · 8 из 10 звёзд · 8 из 10 звёзд · 8 из 10 звёзд · 8 из 10 звёзд · 8 из 10 звёзд |
| Pitchfork            | 6.8/10 (1996) 9.3/10 (2012) |
| PopMatters           | [ 54 ] |
| Q                    | [ 55 ] |
| Rolling Stone        | (1995) · (2013) |
| Slant Magazine       | [ 58 ] |
| Spin                 | [ 59 ] |

Альбом получил тёплые отзывы критиков. Кристофер Джон Фарли из журнала Time назвал его «самой амбициозной и крепкой работой группы». Фарли писал: «Складывается ощущение, что группа […] рванулась вперёд лишь на внутренних инстинктах: масштабность альбома (28 песен) не оставляет места для сомнений или ухищрений». Time поставил пластинку на первое место в своём списке лучших альбомов 1995 года. Газета Entertainment Weekly присудила альбому рейтинг «A»; рецензент Дэвид Браун похвалил амбиции музыкантов, отметив: «Mellon Collie and the Infinite Sadness — больше, чем простой результат вымученной, придирчиво-мелочной одержимости поп-музыкой. Корган проявляет себя как один из последних истинно верующих — человек, который, выплеснув такой объём музыки, намерен создать высокое искусство на века. Кажется, что его не волнует извечный вопрос альтернативной сцены — „а не продался ли ты?“, и это хорошо: он стремится к чему-то большему и всепобеждающему». Портал IGN поставил альбому 9,5 баллов из 10, подытожив: «Этот диск, магнум опус группы, единолично изменил облик альтернативного рока. Более того, это не просто музыка — это произведение искусства». Рецензент сайта Music Box присудил диску высший балл (5): «Несмотря на всё мелодраматичное упоение своими слабостями, Mellon Collie and the Infinite Sadness является одним из лучших двойных альбомов базирующихся на новом материале, которые были выпущены кем бы то ни было за долгое время».
Rolling Stone поставил альбому три звезды из пяти. Рецензент Джим Дерогатис описал его как «одну из редких эпических записей рока, чей размер оправдывается качеством». Журналист назвал главным недостатком альбома тексты Коргана, написав, что автор песен, как «купается в собственных страданиях и брюзжит, поскольку никто и ничто не оправдывает его ожиданий». Дерогатис делал вывод, что если в звуковом отношении Mellon Collie and the Infinite Sadness, возможно, не уступит The Wall, стихи Коргана в этом сравнении проигрывают. Бен Эдмундс из журнала Mojo также высоко оценил музыку, раскритиковав тексты Коргана. Обозреватель писал: «Стихи выглядят как собрание всего худшего из его самых любимых предшественников. Они демонстрируют игру слов в духе хеви-метала и непомерную уверенность в собственной ценности а-ля прог-рок — убийственное сочетание». Музыкальный критик Роберт Кристгау, в своём «Потребительском гиде» отметил в альбоме одну композицию, «1979», как «Выбор Кристгау».

### Синглы
В поддержку альбома было выпущено пять синглов. Несмотря на то, что Корган предполагал в качестве первого сингла выпустить песню «Jellybelly», в итоге ей предпочли «Bullet with Butterfly Wings»; он объяснил журналу ChartAttack, что выбор был сделан в пользу «Bullet», поскольку «это одна из тех песен, которым легко подпевать, а пластинки надо как-то продавать». «Bullet with Butterfly Wings» стал первым синглом The Smashing Pumpkins, который достиг Top-40 чарта Billboard Hot 100, добравшись до 22-го места. Второй сингл — «1979» — поднялся до 12-й строчки, тем самым став самым успешным хитом группы в США. Третий сингл — «Zero» — был издан в виде мини-альбома с шестью би-сайдами. Все три сингла получили «золотой» статус от RIAA. Последние два сингла — «Tonight, Tonight» и «Thirty-Three» — достигли соответственно 36-го и 39-го места в хит-параде Billboard. Единственный промосингл, «Muzzle», занял 8-е место в чарте Modern Rock Track и 10-е в Hot Mainstream Rock Tracks.

### Награды
В 1997 году Mellon Collie and the Infinite Sadness получил семь номинаций на премию «Грэмми» (второе место по этому показателю на церемонии 1997 года). Группа была выдвинута на соискание наград в категориях «Альбом года», «Запись года» («1979»), «Лучший альтернативный альбом», «Лучшее вокальное рок-исполнение дуэтом или группой» («1979»), «Лучшее исполнение в стиле хард-рок» («Bullet with Butterfly Wings»), «Лучшее инструментальное поп-исполнение» («Mellon Collie and the Infinite Sadness») и «Лучшее музыкальное видео» («Tonight, Tonight»). Группа выиграла одну статуэтку — в номинации «Лучшее исполнение в стиле хард-рок»; это была их первая «Грэмми». Альбом также занял 14-е место в ежегодном опросе газеты Village Voice — Pazz & Jop; журнал Rolling Stone в 2003 году поставил запись на 487-е место в своём списке 500 величайших альбомов всех времён (однако в 2012 году он не попал в обновлённую версию списка). Помимо этого, пластинка заняла 16-е место в списке журнала NME «30 двойных альбомов обязательных к прослушиванию», а также 4-ю позицию в рейтинге газеты Newsweek «15 величайших двойных альбомов за последние 30 лет» и 4-е место в списке «10 величайших двойных альбомов за последние 20 лет» журнала Paste.

## Список композиций
В издании на компакт-дисках альбом был разделен на две части — Dawn to Dusk и Twilight to Starlight. Однако виниловое издание состоит из трёх грампластинок (с шестью сторонами). Виниловая версия также включала два бонус-трека («Tonite Reprise» и «Infinite Sadness»), и в ней был полностью изменён порядок треков. В 2012 году альбом был переиздан — все песни прошли процедуру ремастеринга. Новая версия была выпущена на шести компакт-дисках: помимо двух оригинальных, она включала три бонус-диска и DVD; альбом также был переиздан на четырёх виниловых пластинках, на этот раз порядок треков на виниле был таким же, как на CD.

### СD/кассетная версия
Слова и музыка всех песен — написана Билли Корганом, за исключением отмеченных.
| №   | Название                                 | Длительность |
| --- | ---------------------------------------- | ------------ |
| 1.  | «Mellon Collie and the Infinite Sadness» | 2:52         |
| 2.  | «Tonight, Tonight»                       | 4:14         |
| 3.  | «Jellybelly»                             | 3:01         |
| 4.  | «Zero»                                   | 2:41         |
| 5.  | «Here Is No Why»                         | 3:45         |
| 6.  | «Bullet with Butterfly Wings»            | 4:18         |
| 7.  | «To Forgive»                             | 4:17         |
| 8.  | «Fuck You (An Ode to No One)»            | 4:51         |
| 9.  | «Love»                                   | 4:21         |
| 10. | «Cupid de Locke»                         | 2:50         |
| 11. | «Galapogos»                              | 4:47         |
| 12. | «Muzzle»                                 | 3:44         |
| 13. | «Porcelina of the Vast Oceans»           | 9:21         |
| 14. | «Take Me Down» (Джеймс Иха)              | 2:52         |

| №   | Название                              | Длительность |
| --- | ------------------------------------- | ------------ |
| 1.  | «Where Boys Fear to Tread»            | 4:22         |
| 2.  | «Bodies»                              | 4:12         |
| 3.  | «Thirty-Three»                        | 4:10         |
| 4.  | «In the Arms of Sleep»                | 4:12         |
| 5.  | «1979»                                | 4:25         |
| 6.  | «Tales of a Scorched Earth»           | 3:46         |
| 7.  | «Thru the Eyes of Ruby»               | 7:38         |
| 8.  | «Stumbleine»                          | 2:54         |
| 9.  | «X.Y.U.»                              | 7:07         |
| 10. | «We Only Come Out at Night»           | 4:05         |
| 11. | «Beautiful»                           | 4:18         |
| 12. | «Lily (My One and Only)»              | 3:31         |
| 13. | «By Starlight»                        | 4:48         |
| 14. | «Farewell and Goodnight» (Джеймс Иха) | 4:22         |

### Издание на виниле
| №  | Название                                 | Длительность |
| -- | ---------------------------------------- | ------------ |
| 1. | «Mellon Collie and the Infinite Sadness» | 2:52         |
| 2. | «Tonight, Tonight»                       | 4:14         |
| 3. | «Thirty-Three»                           | 4:10         |
| 4. | «In the Arms of Sleep»                   | 4:12         |
| 5. | «Take Me Down» (Джеймс Иха)              | 2:52         |

| №  | Название                       | Длительность |
| -- | ------------------------------ | ------------ |
| 1. | «Jellybelly»                   | 3:01         |
| 2. | «Bodies»                       | 4:12         |
| 3. | «To Forgive»                   | 4:17         |
| 4. | «Here Is No Why»               | 3:45         |
| 5. | «Porcelina of the Vast Oceans» | 9:21         |

| №  | Название                      | Длительность |
| -- | ----------------------------- | ------------ |
| 1. | «Bullet with Butterfly Wings» | 4:18         |
| 2. | «Thru the Eyes of Ruby»       | 7:38         |
| 3. | «Muzzle»                      | 3:44         |
| 4. | «Galapogos»                   | 4:47         |
| 5. | «Tales of a Scorched Earth»   | 3:46         |

| №  | Название                    | Длительность |
| -- | --------------------------- | ------------ |
| 1. | «1979»                      | 4:25         |
| 2. | «Beautiful»                 | 4:18         |
| 3. | «Cupid de Locke»            | 2:50         |
| 4. | «By Starlight»              | 4:48         |
| 5. | «We Only Come Out at Night» | 4:05         |

| №  | Название                   | Длительность |
| -- | -------------------------- | ------------ |
| 1. | «Where Boys Fear to Tread» | 4:22         |
| 2. | «Zero»                     | 2:41         |
| 3. | «An Ode to No One»         | 4:51         |
| 4. | «Love»                     | 4:21         |
| 5. | «X.Y.U.»                   | 7:07         |

| №  | Название                              | Длительность |
| -- | ------------------------------------- | ------------ |
| 1. | «Stumbleine»                          | 2:54         |
| 2. | «Lily (My One and Only)»              | 3:31         |
| 3. | «Tonite Reprise»                      | 2:40         |
| 4. | «Farewell and Goodnight» (Джеймс Иха) | 4:22         |
| 5. | «Infinite Sadness»                    | 3:47         |

### Переиздание (CD/DVD, 2012 год)
Переиздание альбома было выпущено 4 декабря 2012 года. Новая версия лонгплея состояла из пяти дисков (два — оригинальный альбом, три — бонусный контент) и содержала многочисленные бонусы: 64 трека с ранее неизданным материалом, демоверсиями и альтернативными версиями песен, записанными в период работы над Mellon Collie, в том числе полные версии некоторых редких треков, среди них — «Pastichio Medley» из мини-альбома сингла Zero, а также шесть новых миксов оригинальных композиций альбома.
Также издание содержит DVD с нарезкой видео, снятого во время двух концертов: треки 1-11 были записаны во время выступления группы в лондонской Brixton Academy 15 мая 1996 года (съёмками занимался телеканал MTV Europe), композиции 12-15 были записаны во время шоу музыкантов в Дюссельдорфе 7 апреля 1996 года (видео было снято для немецкой телепередачи Rockpalast). Выборкой всего бонусного контента занимался лично Билли Корган — материал был взят из архивов группы, ремастеринг оригинальных мастер-лент альбома проходил под руководством Боба Людвига.
| №   | Название                                                      | Автор(ы)    | Длительность |
| --- | ------------------------------------------------------------- | ----------- | ------------ |
| 1.  | «Tonight, Tonight» (Strings Alone mix)                        |             | 2:41         |
| 2.  | «Methusela» (Sadlands demo)                                   |             | 4:08         |
| 3.  | «X.Y.U.» (Take 11)                                            |             | 7:11         |
| 4.  | «Zero» (Synth mix)                                            |             | 2:46         |
| 5.  | «Feelium» (Sadlands demo)                                     |             | 4:21         |
| 6.  | «Autumn Nocturne» (Sadlands demo)                             |             | 1:30         |
| 7.  | «Beautiful» (Loop version)                                    |             | 5:07         |
| 8.  | «Ugly» (Sadlands demo)                                        |             | 2:47         |
| 9.  | «Ascending Guitars» (Sadlands demo)                           |             | 3:12         |
| 10. | «By Starlight» (Flood rough)                                  |             | 4:31         |
| 11. | «Medellia of the Gray Skies» (Take 1)                         |             | 3:04         |
| 12. | «Lover» (Arrangement 1 demo)                                  | Corgan, Iha | 3:46         |
| 13. | «Thru the Eyes of Ruby» (Take 7)                              |             | 5:49         |
| 14. | «In the Arms of Sleep» (Early Live demo)                      |             | 3:50         |
| 15. | «Lily (My One and Only)» (Sadlands demo)                      |             | 3:19         |
| 16. | «1979» (Sadlands demo)                                        |             | 4:04         |
| 17. | «Glamey Glamey» (Sadlands demo)                               |             | 3:05         |
| 18. | «Meladori Magpie»                                             |             | 2:44         |
| 19. | «Mellon Collie and the Infinite Sadness» (Home Piano version) |             | 2:45         |
| 20. | «Galapagos» (Instrumental/Sadlands demo)                      |             | 3:54         |
| 21. | «To Forgive» (Sadlands demo)                                  |             | 3:46         |

| №   | Название                                             | Длительность |
| --- | ---------------------------------------------------- | ------------ |
| 1.  | «Bullet with Butterfly Wings» (Sadlands demo)        | 4:34         |
| 2.  | «Set the Ray to Jerry» (vocal rough)                 | 4:12         |
| 3.  | «Thirty-Three» (Sadlands demo)                       | 4:03         |
| 4.  | «Cupid de Locke» (BT 2012 mix)                       | 3:13         |
| 5.  | «Porcelina of the Vast Oceans» (Live Studio rough)   | 9:05         |
| 6.  | «Jellybelly» (Instrumental/Pit mix 3)                | 3:05         |
| 7.  | «The Aeroplane Flies High (Turns Left, Looks Right)» | 8:32         |
| 8.  | «Jupiter's Lament» (Barbershop version)              | 2:41         |
| 9.  | «Bagpipes Drone» (Sadlands demo)                     | 2:38         |
| 10. | «Tonight, Tonight» (Band Version Only, No Strings)   | 4:15         |
| 11. | «Knuckles» (Studio outtake)                          | 3:09         |
| 12. | «Pennies»                                            | 2:30         |
| 13. | «Here Is No Why» (Pumpkinland demo)                  | 3:51         |
| 14. | «Blast» (Fuzz version)                               | 2:56         |
| 15. | «Towers of Rabble» (Live)                            | 2:57         |
| 16. | «Rotten Apples»                                      | 3:05         |
| 17. | «Fun Time» (Sadlands demo)                           | 4:32         |
| 18. | «Thru the Eyes of Ruby» (Acoustic version)           | 4:55         |
| 19. | «Chinoise» (Sadlands demo)                           | 1:13         |
| 20. | «Speed»                                              | 3:25         |

| №   | Название                                                       | Автор(ы)                                             | Длительность |
| --- | -------------------------------------------------------------- | ---------------------------------------------------- | ------------ |
| 1.  | «Mellon Collie and the Infinite Sadness» (Nighttime version 1) |                                                      | 1:15         |
| 2.  | «Galapagos» (Sadlands demo)                                    |                                                      | 4:25         |
| 3.  | «Cherry» (BT 2012 mix)                                         |                                                      | 4:22         |
| 4.  | «Love» (Flood rough)                                           |                                                      | 4:21         |
| 5.  | «New Waver» (Sadlands demo)                                    |                                                      | 2:44         |
| 6.  | «Fuck You (An Ode to No One)» (Production Master rough)        |                                                      | 4:58         |
| 7.  | «Isolation» (BT 2012 mix)                                      | Иэн Кёртис, Питер Хук, Стивен Моррис, Бернард Самнер | 4:04         |
| 8.  | «Transformer» (Early mix)                                      |                                                      | 3:27         |
| 9.  | «Dizzle» (Sadlands demo)                                       |                                                      | 2:18         |
| 10. | «Goodnight» (Basic Vocal rough)                                | Иха                                                  | 3:55         |
| 11. | «Eye» (Soundworks demo)                                        |                                                      | 3:34         |
| 12. | «Blank» (Sadlands demo)                                        |                                                      | 2:52         |
| 13. | «Beautiful» (Instrumental-Middle 8)                            |                                                      | 4:15         |
| 14. | «My Blue Heaven» (BT 2012 mix)                                 | Уолтер Дональдсон, Джордж Уайтинг                    | 3:18         |
| 15. | «One and Two»                                                  | Иха                                                  | 3:45         |
| 16. | «Zoom» (7 ips)                                                 |                                                      | 2:43         |
| 17. | «Pastichio Medley» (Reversed extras)                           | Чэмберлин, Корган, Иха, Рецки                        | 0:43         |
| 18. | «Marquis in Spades» (BT 2012 mix)                              |                                                      | 3:14         |
| 19. | «Tales of a Scorched Earth» (Instrumental/Pit mix 3)           |                                                      | 3:47         |
| 20. | «Tonite Reprise» (Version 1)                                   |                                                      | 2:36         |
| 21. | «Wishing You Were Real» (Home demo)                            |                                                      | 3:07         |
| 22. | «Thru the Eyes of Ruby» (Pit mix 3)                            |                                                      | 0:45         |
| 23. | «Phang» (Sadlands demo)                                        |                                                      | 2:30         |

| №   | Название                       | Длительность |
| --- | ------------------------------ | ------------ |
| 1.  | «Tonight, Tonight»             |              |
| 2.  | «1979»                         |              |
| 3.  | «Zero»                         |              |
| 4.  | «Here Is No Why»               |              |
| 5.  | «To Forgive»                   |              |
| 6.  | «Thru the Eyes of Ruby»        |              |
| 7.  | «Porcelina of the Vast Oceans» |              |
| 8.  | «Jellybelly»                   |              |
| 9.  | «Silverfuck»                   |              |
| 10. | «Disarm»                       |              |
| 11. | «Bullet with Butterfly Wings»  |              |
| 12. | «Fuck You (An Ode to No One)»  |              |
| 13. | «Muzzle»                       |              |
| 14. | «Cherub Rock»                  |              |
| 15. | «X.Y.U.»                       |              |

## Участники записи
| The Smashing Pumpkins - Билли Корган — ведущий вокал, фортепиано, продюсер, микширование, аранжировка струнных («Tonight, Tonight»), арт-директор - Джеймс Иха — ритм-гитара, бэк-вокал, микширование, продюсер («Take Me Down», «Farewell and Goodnight») - Д’арси Рецки — бас-гитара, вокал («Beautiful», «Farewell and Goodnight») - Джимми Чемберлин — ударные, вокал («Farewell and Goodnight») Дополнительные музыканты - Чикагский симфонический оркестр — оркестр («Tonight, Tonight») - Грег Лиз — педальная и наколенная слайд-гитары («Take Me Down») - Кэрри Шайнер — клавишные, бэк-вокал | Студийный персонал - Роджер Карпентер — тех. ассистент - Джон Крэйг — иллюстрации - Марк «Флад» Эллис — продюсирование, микширование - Андреа Джиакобб — фотографии - Барри Голдберг — доп. запись вокала, микширование (ассистент) - Адам Грин — тех. ассистент - Дэйв Кресл — запись струнных (ассистент) - Тим «Гуч» Лаудж — тех. ассистент - Гитар Дэйв Мэннет — тех. ассистент - Джефф Молески — тех. ассистент - Алан Молдер — продюсирование, микширование - Фрэнк Олински — арт-директор и дизайнер - Клодин Понтир — запись (ассистент) - Одри Рили — аранжировка струнных на «Tonight, Tonight» - Крис Шепард — звукозапись - Расс Спайс — тех. ассистент - Хоуи Вейнберг — мастеринг - Боб Людвиг — мастеринг (ремастеринг 2012 года) |

## Чарты и сертификация
| Чарт (1995)        | Высшая позиция |
| ------------------ | -------------- |
| Австралия          | 1              |
| Австрия            | 36             |
| Бельгия (Фландрия) | 2              |
| Бельгия (Валлония) | 3              |
| Великобритания     | 4              |
| Германия           | 21             |
| Ирландия           | 3              |
| Испания            | 8              |
| Италия             | 18             |
| Канада             | 2              |
| Нидерланды         | 6              |
| Новая Зеландия     | 1              |
| Норвегия           | 7              |
| Португалия         | 5              |
| США                | 1              |
| Финляндия          | 14             |
| Франция            | 34             |
| Швеция             | 1              |
| Швейцария          | 27             |
| Шотландия          | 8              |
| Япония             | 33             |

| Страна         | Продажи     | Статус        |
| -------------- | ----------- | ------------- |
| Австралия      | 280 000+    | 4× Платиновый |
| Бельгия        | 50 000+     | Платиновый    |
| Великобритания | 300 000+    | Платиновый    |
| Германия       | 250 000+    | Золотой       |
| Ирландия       | 30 000+     | 2× Платиновый |
| Италия         | 50 000+     | Золотой       |
| Испания        | 50 000+     | Золотой       |
| Канада         | 1 000 000+  | Бриллиантовый |
| Нидерланды     | 50 000+     | Золотой       |
| Новая Зеландия | 15 000+     | Платиновый    |
| Норвегия       | 25 000+     | Золотой       |
| Португалия     | 80 000+     | 2× Платиновый |
| США            | 10 000 000+ | Бриллиантовый |
| Франция        | 300 000+    | Платиновый    |
| Швеция         | 50 000+     | Золотой       |

| Чарт (1990—1999) | Позиция |
| ---------------- | ------- |
| США              | 80      |